# Библик, Станислав Олегович
Станислав Олегович Библик (укр. Станіслав Олегович Біблик; род. 17 августа 2001, Енакиево, Донецкая область, Украина) — украинский футболист, нападающий клуба «Чайка».

## Карьера
Воспитанник донецкого «Шахтёра». В 19 лет попал в основной состав команды, однако в её составе так и не сыграл. В 2020 году Библик на правах аренды перешёл в «Мариуполь», за который он сыграл три матча в украинской Премьер-Лиге. В январе 2021 года стало известно, что форвард покинул команду. В сентябре того же года нападающего взял в аренду российский клуб ФНЛ «Акрон» Тольятти. В январе 2022 года покинул «Акрон». В августе того же года стал игроком клуба «Алустон-ЮБК» выступающим в премьер лиге КФС.
Вызывался в различные юниорские сборные Украины.